# Trisagio

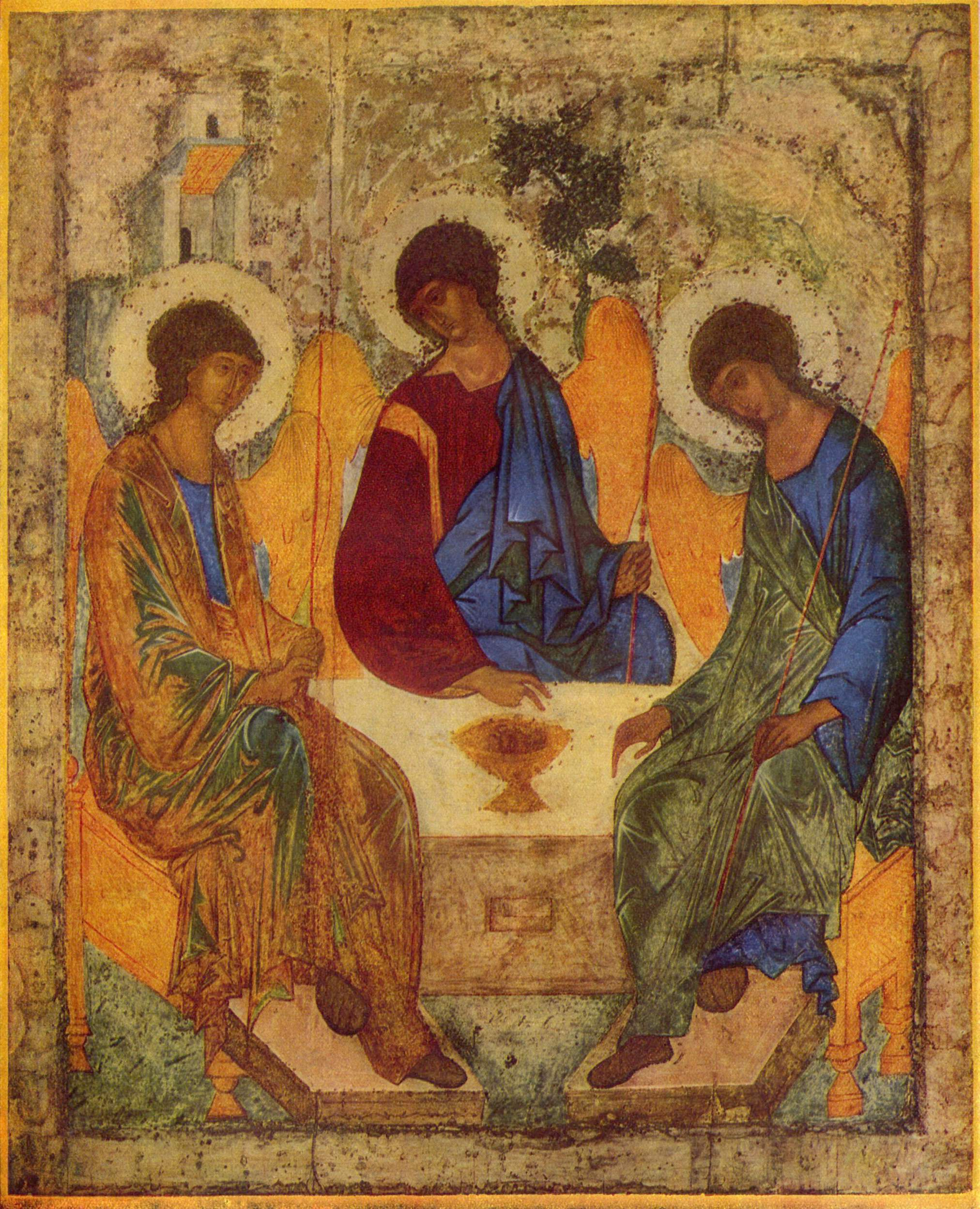
Los tres ángeles que visitan a Abraham como prefiguración de la Trinidad. Teofanía en el encinar de Mambré, por Andréi Rubliov. Galería Tretiakov, Moscú.

Se conocen como trisagio a todos los himnos en honor de la Santísima Trinidad, en la que se repite tres veces la palabra «santo». Son habituales en las liturgias católicas, en las protestantes trinitaristas y en la ortodoxa. Los más conocidos son el Sanctus, el Gloria in excelsis, el Trisagio Angélico, y el Graecum (Agios).
El Trisagio (en griego: Τρισάγιον; 'Tres veces santo'), a veces llamado por su verso inicial Agios O Theos, es un himno estándar de la Divina Liturgia en la mayoría de las iglesias ortodoxas y católicas orientales. En las iglesias que utilizan el rito bizantino, el Trisagio se canta inmediatamente antes del Prokeimenon y de la lectura de la Epístola. También se incluye en un conjunto de oraciones que llevan su nombre, llamadas Oraciones del Trisagio, que forma parte de numerosos ritos (las Horas, las Vísperas, los Maitines, y como parte de las oraciones de apertura de la mayoría de misas).
En la Iglesia católica, su uso más destacado es el del Viernes Santo. También se utiliza en la Liturgia de las Horas y en algunas devociones católicas, como la coronilla de la Divina Misericordia.

## Forma de la oración
La oración del Trisagio es una oración antigua en el cristianismo.
En griego:

Ἅγιος ὁ Θεός, Ἅγιος ἰσχυρός, Ἅγιος ἀθάνατος, ἐλέησον ἡμᾶς.
Hágios ho Theós, Hágios iskhūrós, Hágios āthánatos, eléēson hēmâs.

En latín:

Sanctus Deus, Sanctus Fortis, Sanctus Immortalis, miserere nobis.

En español:

Santo Dios, Santo Fuerte, Santo Inmortal, ten piedad de nosotros.